# 최희량
최희량(崔希亮, 1560년 ∼ 1651년)은 조선의 무신이다. 본관은 수성(隋城). 자는 경명(景明), 호는 일옹(逸翁). 할아버지는 영릉참봉(英陵參奉) 최영(崔瀛)이고, 아버지는 승지(承旨) 최낙궁(崔樂窮, 1506~1579)이다.

## 생애
1594년 무과에 급제하고, 당시 충청수사로 있던 장인 이계정(李繼鄭)을 돕도록 천거되어 선전관에 임명되었다.
정유재란 때 흥양현감(興陽縣監) 있으면서 명도(鳴島)에서 첫번째 승첩을 거두고, 첨산(尖山)에서 두번째 승첩을, 예교(曳橋)에서 세번째 승첩을 거두었다.
왜적의 침입을 방어하였다.
(고종 8) 증 병조판서(贈兵曹判書) 최희량(崔希亮)의 시호가 무숙(武肅)으로 추증되었다.

## 저서
- 《일옹문집》